# Alfons Aragonski Mlađi
Alfons Aragonski Mlađi (šp. Alfonso de Aragón el Joven) (o. 1358. 31. kolovoza 1422.) bio je španjolski plemić; grof Denije i Ribagorze te vojvoda Gandíje.
Znan je i kao Alfons V. od Ribagorze ili Alfons II. od Gandíje; rođen je kao Alfonso de Aragón y Jiménez.
Bio je sin grofa Alfonsa Starijeg i njegove supruge Violante Jiménez.
Neko je vrijeme, kao potomak kraljeva Aragonije, razmatran za nasljednika krune Aragonije. Ipak, on nije postao kralj.
Oženio se Marijom (umrla nakon 1420.), princezom Navare; bilo je to 20. siječnja 1393. Njezin je otac bio kralj Karlo od Navare (Carlos de Navarra), koji je platio miraz u zlatu. Alfons i Marija nisu imali djece.
Don Alfons je dao podići samostan znan kao Monasterio de San Jerónimo de Cotalba.
Druga Alfonsova žena je bila gospa Violanta de Villafeliche. Alfons i Violanta bili su bez djece.
Alfons i njegova nepoznata konkubina imali su sina Jakova.